# قاق (کیشی قاق)
قاق (قزاقی: Қақ) یک دریاچه در استان قزاقستان شمالی کشور قزاقستان است.